# 劉峻緯
劉峻緯（英語：Wayne Liu，1985年10月15日—），藝名阿緯（A Wei），台灣男藝人，曾為台灣男子團體「Lollipop@F」的成員，畢業於醒吾技術學院國際貿易暨商務系。

## 演藝生涯
劉峻緯原為台中街舞團體「黑角」的成員，主要負責大地板動作，後來經由男子選秀節目《模范棒棒堂》男藝人敖犬的推薦，成為該節目第一屆第二代成員，也是當時所有成員中唯一能表演地板動作「拋 airflare」（俗稱「大風車」）的成員。因為節目評審看好他和另一成員威廉，所以在加入節目不足兩個月的情況下，被選為團體「Lollipop棒棒堂」出道六人之一。

## 個人生活
2016年7月22日，阿緯與交往四年的女友錢文儀（豆豆）結婚。
除了演藝事業以外，劉峻緯亦擁有個人副業投資。他開設餐廳「點點心」，擁有「點點心」、「忠青商行」和「炒湘湘」等三間餐廳的台灣經營權。

## 個人創作
| 發行日期   | 專輯名稱 | 曲目           | 演唱者     | 創作部份 |
| ---------- | -------- | -------------- | ---------- | -------- |
| 2010-11-06 | 四度空間 | 《最佳男配角》 | Lollipop-F | 作曲     |

## 影視作品

### 電視劇
| 首播年份 | 各地首播頻道                                     | 劇名                        | 角色                 | 性質       |
| -------- | ------------------------------------------------ | --------------------------- | -------------------- | ---------- |
| 2007年   | 台灣：民視 新加坡：衛視中文台 香港：無綫電視J2台 | 《黑糖瑪奇朵》              | 阿緯                 | 男主角     |
| 2007年   | 新港台：Channel V                                | 《愛情來了》 （模范偶像劇） | 劉俊緯               | 男主角     |
| 2008年   | 台灣：民視`衛視中文台 新加坡：衛視中文台         | 《黑糖群俠傳》              | 郭敬                 | 主演       |
| 2009年   | 新港台：Channel V                                | 《狼牙棒》 （模范賀年短劇） | 寶妹、殺手雄、嘍囉甲 | 主演       |
| 2011年   | 台灣：中視`八大綜合台                            | 《美樂。加油》              | 大明星               | 第三集客串 |
| 2015年   | 台灣：中視`中天綜合台                            | 《鋼鐵之心》                | 李阿塗               | 男配角     |
| 2016年   | 網絡：芒果TV`八大綜合台                          | 《終極遊俠》                | 童英豪‬               | 客串       |
| 2016年   | 台灣：三立都會台、東森綜合台                     | 《我的極品男友》            | 劉大緯               | 男配角     |
| 2016年   | 台灣：八大綜合台                                 | 《終極一班4》               | 瀧炫武               | 客串       |
| 2016年   | 網絡：搜狐                                       | 《親愛的，公主病》          | 丹尼爾               | 客串       |

### 電影
| 上映年份 | 上映日期 | 片名                     | 角色           | 性質     |
| 2008年   | 4月24日  | 《六樓后座2家屬謝禮》    | 大明星         | 客串     |
| 2010年   | 3月12日  | 《武動青春》             | 郭勇           | 特別客串 |
| 2010年   | 10月13日 | 《競雄女俠·秋瑾》        | 劉道一         | 男配角   |
| 2010年   | 12月6日  | 《四大名捕2》            | 蔣磊           | 男配角   |
| 2013年   | 9月18日  | 《激戰》                 | 程輝(少年時期) | 客串     |
| 2014年   | 1月17日  | 《非狐外傳》             | 千張皮         | 男配角   |
| 2014年   | 8月22日  | 《四大名捕大結局》       | 蔣磊           | 男配角   |
| 2015年   | 2月19日  | 《吉星高照2015》         | 保鏢           | 客串     |
| 2016年   | 2月5日   | 《大尾鱸鰻2》            | 混混           | 客串     |
| 2016年   | 7月29日  | 《極樂宿舍》             | 邱萬展         | 男配角   |
| 2016年   | 12月15日 | 《一拳青春》(網絡電影)   | 陳冬明         | 男主角   |
| 2017年   | 9月20日  | 《這一刻，我要世界看見》 | 李子行         | 男主角   |
| 2018年   | 12月2日  | 《查無此人》(網絡電影)   | 金牌殺手       |          |
| 2019年   | 06月28日 | 《潛龍狙擊》             | 客串           | 客串     |
| 2020年   | 12月10日 | 《拳道》                 |                |          |
| 待上映   |          | 《刺激人生》             |                | 男主角   |

### MV
| 日期          | 歌手 | MV名稱         | 參與成員         |
| ------------- | ---- | -------------- | ---------------- |
| 2009年1月27日 | 小煜 | Make Me A Fool | 小煜、阿緯、敖犬 |

### 參演其他歌手MV
| 日期          | 歌手   | 歌曲     | 演出                   | 備註                   |
| ------------- | ------ | -------- | ---------------------- | ---------------------- |
| 2004年        | 張峰奇 | 打棒球   | 張峰奇、阿緯           | 未出道前阿緯擔任Dancer |
| 2007年3月     | 孫燕姿 | 咕嘰咕嘰 | 孫燕姿、Lollipop棒棒堂 |                        |
| 2010年3月29日 | 林隆璇 | 放晴     | 林隆璇、阿緯           |                        |

## 節目主持
| 年份   | 日期               | 電視台                              | 名稱                                    | 主持人                          | 性質         |
| 2006年 | 8月14日 —          | Channel V                           | 第一屆《模范棒棒堂》                    | 棒棒堂、范瑋琪、劉容嘉、小香    | 底迪         |
| 2007年 | 全年               | Channel V                           | 第一屆《模范棒棒堂》                    | 棒棒堂、范瑋琪、劉容嘉、小香    | 底迪         |
| 2007年 | 不定時             | Channel V                           | 《娛樂NP3》                             | 棒棒堂                          | 代班         |
| 2007年 | 不定時             | Channel V                           | 《我愛黑澀會》                          | 棒棒堂、陳建州、劉容嘉、小香    | 輪流擔任助教 |
| 2007年 | 10月27日 —         | Channel V                           | 《LOLLIPOP哪裡怕》                      | 棒棒堂                          | 主持人       |
| 2007年 | 4月2日 — 4月6日    | TVBS-G                              | 《娛樂新聞》                            | 棒棒堂                          | 代班一週     |
| 2008年 | — 8月29日          | Channel V                           | 第一屆《模范棒棒堂》                    | 棒棒堂、范瑋琪、劉容嘉、小香    | 底迪         |
| 2008年 | — 4月19日          | Channel V                           | 《LOLLIPOP哪裡怕》                      | 棒棒堂                          | 主持人       |
| 2008年 | 不定時             | Channel V                           | 第二屆《模范棒棒堂》                    | 棒棒堂、范瑋琪、劉容嘉、小香    | 輪流擔任助教 |
| 2008年 | 9月7日 — 11月30日  | Channel V                           | 《哪裡5打抗》                           | 阿緯、敖犬、小杰、劉容嘉、Apple | 主持人       |
| 2009年 | 3月2日 — 7月30日   | Channel V                           | 第三屆《模范棒棒堂》                    | 棒棒堂、范瑋琪、劉容嘉、小香    | 底迪         |
| 2009年 | 5月28日            | 星空衛視                            | 《星空八爪娛》                          | 棒棒堂                          | 嘉賓主持     |
| 2009年 | 6月 — 9月          | 星空衛視                            | 《星空八爪娛》—棒棒一志棒               | 棒棒堂                          | 輪流主持     |
| 2009年 | 7月20日 — 10月15日 | Channel V                           | 《Welcome 外星人》                      | 阿緯、威廉、蔡康永              | 主持人       |
| 2009年 | 11月 — 12月20日    | 衛視中文台                          | 《旅行應援團》                          | 阿緯、許效舜、李懿              | 主持人       |
| 2010年 | 07月4日 —          | 華娛衛視                            | 《KKBOX 音樂互聯》                      | Lollipop-F                      | 輪流兩人主持 |
| 2010年 | 7月                | 雲南衛視                            | 《快樂星期8》                           | 阿緯、敖犬、馬松、青鳥飛魚      | 主持人       |
| 2011年 | 全年               | 華娛衛視                            | 《KKBOX 音樂互聯》                      | Lollipop@F                      | 輪流兩人主持 |
| 2011年 | 5月1日 — 7月31日   | 八大綜合台                          | 《驚奇４潮男》                          | Lollipop@F                      | 主持人       |
| 2012年 | — 3月25日          | 華娛衛視                            | 《KKBOX 音樂互聯》                      | Lollipop@F                      | 輪流兩人主持 |
| 2012年 | 9月26日、10月26日  | 三立都會台                          | 《完全娛樂》                            | 阿緯、仕凌                      | 代班主持     |
| 2012年 | 10月8日 — 10月25日 | 台北市9家有線系統第三頻道、第四頻道 | 《臺北，遊你真好》 （聯維有線電視製作） | Lollipop@F                      | 主持人       |
| 2014年 | 1月31日            | 台灣電視台                          | 《一馬當先 新春闖通關》                 | Lollipop@F                      | 主持人       |
| 2014年 | 6月9日             | 八大綜合台                          | 《娛樂百分百》                          | 阿緯、愷樂                      | 代班主持     |
| 2015年 | 6月17日            | 八大綜合台                          | 《娛樂百分百》                          | 阿緯、威廉                      | 代班主持     |
| 2015年 | 8月27日            | 八大綜合台                          | 《世界第一等》                          | 阿緯                            | 代班主持     |
| 2016年 | 5月31日 —          | 播吧                                | 《天菜健身房》                          | 阿緯、小煜、威廉                | 主持人       |
| 2016年 | 8月14日 —          | 酷瞧                                | 《天團星計畫》                          | 阿緯、小煜、威廉、蔡黃汝        | 主持人       |
| 2024年 | 月 日 —            | TVBS                                | 《來吧！營業中 －來吧！那裡怕s3》       | Lollipop@F                      | 主持人       |

## 平面作品

### 書籍／寫真集
- 2007年9月 《黑糖瑪奇朵歡樂Party》
- 2007年9月 《黑糖瑪奇朵電視小說》
- 2008年9月16日 《黑糖群俠傳電視小說》
- 2008年9月17日 《黑糖群俠傳電視寫真秘笈》

### 綜藝節目來賓
- 2022年：《來吧！營業中》6/18 ,6/25
- 2023年：《來吧！營業中第2季》6/3

## 外部連結
- 阿緯 劉峻緯的Facebook專頁
- LOLLIPOP_F阿緯的新浪微博
- YouTube上的SuperAwayne頻道
- lollipopf.net 官方網站及歌迷俱樂部
- 阿緯在香港影庫上的簡介